# Lesina
Lesina – miejscowość i gmina we Włoszech, w regionie Apulia, w prowincji Foggia.
Według danych na rok 2004 gminę zamieszkuje 6286 osób, 39,5 os./km².